# Distinction
Distinction è il secondo EP del gruppo musicale britannico Rudimental, pubblicato il 9 agosto 2019 dalla Asylum Records.

## Descrizione
Il disco rappresenta un ritorno del quartetto alle sonorità club e dance degli esordi e ha visto la partecipazione di Elderbrook, Preditah e dei The Martinez Brothers.
Ad anticiparne la pubblicazione sono stati tre singoli, usciti a cadenza mensile tra giugno e agosto: Sitigawana, Mean That Much e Something About You, quest'ultimo accompagnato anche da un video musicale.

## Tracce
1. Rudimental & Elderbrook – Something About You – 3:23
2. Rudimental & Preditah – Mean That Much (feat. Morgan) – 3:35
3. Rudimental & The Martinez Brothers – Sitigawana (feat. Faith Mussa) – 4:16
4. Ghost (feat. Caitlyn Scarlett) – 3:37